# Бзяк
Бзяк (баш. Беҙәк) — деревня в Белорецком районе Башкортостана России, относится к Туканскому сельсовету. С 2005 года имеет современный статус.

## История
Название происходит от.
Статус деревня, сельского населённого пункта, посёлок получил согласно Закону Республики Башкортостан от 20 июля 2005 года № 211-з «О внесении изменений в административно-территориальное устройство Республики Башкортостан в связи с образованием, объединением, упразднением и изменением статуса населенных пунктов, переносом административных центров», ст.1:

6. Изменить статус следующих населенных пунктов, установив тип поселения: деревня:

5) в Белокатайском районе:…

г) поселка Бзяк Туканского сельсовета

## Географическое положение
Расположена на правом берегу реки Бзяк ,в 6,5 км к востоку от села Тукана (9 км по автодорогам), в 31 км к юго-западу от микрорайона Татлы (Межгорье-Юго-Заладное) и в 58 км от города Белорецка (69 км по автодорогам).
Через деревню проходит автодорога межмуниципального значения 80Н-155 Станция Улу-Елга — Ишля — Тукан — Зигаза. 

## Население
| 2002 | 2009 | 2010 |
| ---- | ---- | ---- |
| 90   | ↘65  | ↘48  |